# Saturn C-3
Il Saturn C-3 è stato il terzo razzo della serie Saturn C, studiato nel 1960. Il Saturn C-3 è stato destinato ad essere utilizzato per lo scenario dell'Earth Orbit Rendezvous nell'ambito del Programma Apollo. Il lanciatore consisteva in un primo stadio dotato di due motori F-1, un secondo stadio con quattro potenti motori J-2 e lo stadio S-IV di un Saturn I. Tutti gli stadi del Saturn C-3, ad eccezione del S-IV, non hanno mai volato se non per i loro motori, utilizzati sul razzo Saturn V che ha portato gli uomini sulla Luna.